# دوست من پدرو
دوست من پدرو (به انگلیسی: My Friend Pedro) یک بازی ویدیویی تک‌نفره در سبک شوت ام آپ است که توسط شرکت سوئدی ددتوست انترتینمنت توسعه یافته و توسط دیوولور دیجیتال منتشر شده است. این بازی برای نینتندو سوییچ و ویندوز در ۲۰ ژوئن ۲۰۱۹ و برای ایکس‌باکس وان در ۵ دسامبر ۲۰۱۹ منتشر شد. نسخه پلی‌استیشن ۴ این بازی نیز در تاریخ ۲ آوریل ۲۰۲۰ منتشر شد. «دوست من پدرو» بر اساس یک بازی ادوبی فلش به نام MFP: My Friend Pedro ساخته شده است که توسط ادالت سویم گیمز در سال ۲۰۱۴ منتشر شد.
یک بازی اسپین‌آف رایگان با عنوان «دوست من پدرو: آماده انتقام» در ۵ اوت ۲۰۲۱ برای iOS و اندروید منتشر شد.

## گیم‌پلی
در بازی «دوست من پدرو» بازیکن به دستور یک موز سخنگو به نام پدرو، در مراحل مختلف با تم‌های مختلف به مبارزه با دشمنان می‌پردازد.
این بازی براساس گیم‌پلی بازی فلش ساخته شده است، از جمله کنترل‌ها، مکانیک‌ها و سلاح‌های مشابه. در کنار قابلیت کند کردن زمان، بازیکن اکنون می‌تواند به اشیاء یا دشمنان لگد بزند، نشانه‌گیری خود را بین اهداف تقسیم کند و با چرخیدن از گلوله‌ها جاخالی دهد. این بازی همچنین دارای عناصر پارکور مانند پشتک زدن، پرش از دیوار و غلت زدن است که می‌توان از آنها برای افزایش امتیاز کسب‌شده استفاده کرد. یکی دیگر از ویژگی‌های جدید به بازیکنان این امکان را می‌دهد که با کمانه کردن گلوله‌ها از ماهیتابه یا تابلوها، دشمنان را بکشند که این نیز به مجموع امتیازها می‌افزاید.

برای هر ضربه موفق از بازیکن امتیاز داده می‌شود، در حالی که هر کشتن، ضریب امتیاز فعلی را افزایش می‌دهد. در پایان هر سطح، براساس مجموع امتیازات بازیکنان، رتبه‌ای به آنها داده می‌شود که در جدول امتیازات جهانی به اشتراک گذاشته می‌شود.

اسکرین‌شاتی از گیم‌پلی: بازیکن در حالت اسلوموشن از دو جهت شلیک می‌کند.

## داستان
بازی با یک شخصیت اصلی نقاب‌دار، بی‌نام و ساکت آغاز می‌شود که در یک مغازه قصابی متعلق به مردی به نام میچ از خواب بیدار می‌شود. پدرو (یک موزِ شناور دارای شعورِ) به شخصیت اصلی داستان دستور می‌دهد که میچ یک دلال اسلحه است و باید از بین برود. پس از فرار از قصابی و کشتن میچ، شخصیت اصلی داستان به سمت منطقهٔ نول می‌رود، یک پروژهٔ اجتماعی متروکه که اکنون محل زندگی مردی به نام دنی و ارتش شکارچیان جایزه‌بگیر اوست. وقتی با دنی روبرو می‌شود، او فرار می‌کند اما فاش می‌کند که خواهرش اوفلیا اینترنت را کنترل می‌کند. شخصیت اصلی داستان با دنی درگیر می‌شود و ازطریق فاضلاب به سمت اوفلیا می‌رود. پس‌از شکست دادن اوفلیا، مشخص می‌شود که شخصیت اصلی داستان به‌طور سیستماتیک خانوادهٔ خود را به قتل رسانده است: میچ پدرش، دنی برادرش و اوفلیا خواهرش. پدرو به بازیکن فاش می‌کند که شخصیت اصلی داستان از خانواده‌اش به‌خاطر فعالیت‌های مجرمانه‌شان متنفر بوده، اما نتوانسته آنها را بکشد، بنابراین خودش را بیهوش کرده و حافظه‌اش را پاک کرده تا بتواند بدون احساس گناه خانواده‌اش را از بین ببرد. پدرو پس از فاش کردن این موضوع، خودش را در گوش شخصیت اصلی داستان فرومی‌کند و سعی می‌کند او را به خودکشی وادارد. نبرد پایانی، بازنمایی بصری از کشمکش ذهنی شخصیت اصلی داستان برای مقاومت در برابر نفوذ پدرو است. با شکست پدرو، شخصیت اصلی داستان نقاب خود را برمی‌دارد و آشکار می‌شود که او در تمام این مدت پدرو بوده و موز چیزی جز ساخته و پرداخته تخیل او نبوده است.

## ساخت و توسعه
بازی دوست من پدرو توسعه را از فوریه ۲۰۱۵ به‌صورت پراکنده آغاز کرد. تا زمانی که به‌طور غیرمستقیم اعلام کرد که توسعه در ۴ دسامبر ۲۰۱۵ به‌طور کامل آغاز خواهد شد. در ۲۱ نوامبر ۲۰۱۵ اعلام شده بود که این بازی در مرحله پیش از آلفای قرار دارد و قرار است برای رایانه‌های شخصی و «در نهایت» رایانه‌های مکینتاش منتشر شود.

## بازخورد
| گردآورنده | امتیاز                                         |
| --------- | ---------------------------------------------- |
| متاکریتیک | NS: ۷۸/۱۰۰ PC: 81/100 XONE: 76/100 PS4: 71/100 |

| ناشر                     | امتیاز |
| ------------------------ | ------ |
| دستراکتید                | ۷/۱۰   |
| گیم اینفورمر             | ۶/۱۰   |
| گیم‌اسپات                 | ۷/۱۰   |
| آی‌جی‌ان                   | ۸٫۵/۱۰ |
| نینتندو لایف             | [ ۲۰ ] |
| نینتندو ورلد ریپورت      | ۸۱/۱۰۰ |
| پی‌سی گیمر (ایالات متحده) | ۷/۱۰   |
| پوش اسکوئر               | [ ۲۳ ] |
| گاردین                   | [ ۲۴ ] |

«دوست من پدرو» طبق نظر متاکریتیک، «نقدهای عموماً مطلوبی» دریافت کرده است. میچل سالتزمن از IGN آن را با امتیاز ۸٫۵ از ۱۰ بررسی کرد و گفت: «بازی کردن آن حس فوق‌العاده‌ای دارد»، درحالی که اشاره کرد که بخش داستانی ارزش تکرار کمی‌دارد.
این بازی در مراسم گیم اواردز ۲۰۱۹، نامزد دریافت جایزه «بازی مستقل تازه» شد.

## سریال تلویزیونی
در ۲ ژوئیه ۲۰۲۰، لجندری پیکچرز اعلام کرد که دیوید لیچ و درک کولستاد از کمپانی دی‌جی۲ انترتینمنت متعلق به دیمیتری ام. جانسون، یک سریال تلویزیونی درام-کمدی نیم ساعته با درجه سنی R و اقتباسی از این بازی خواهند ساخت که کولستاد به‌عنوان برگزارکننده آن انتخاب شده است.

## پیوندبه بیرون
- وبگاه رسمی